# Alberto Granese
Alberto Granese (Montecorvino Rovella, ...) è un critico letterario, filologo e italianista italiano.

## Biografia
Nato a Montecorvino Rovella (SA), Alberto Granese vive e lavora a Salerno.
Laureatosi nell'Università degli Studi di Roma col critico letterario Giacomo Debenedetti,  Alberto Granese ha anche frequentato il corso di perfezionamento in Filologia Moderna, diretto da Natalino Sapegno.
Dopo aver insegnato per un periodo nei licei, ha intrapreso la carriera accademica presso la Facoltà di Lettere e Filosofia dell’Università degli Studi di Salerno fino a diventare professore ordinario. Ha insegnato dapprima Letteratura italiana, poi Storia della lingua italiana, Lingua italiana, Sociologia della letteratura, Letteratura teatrale italiana, Letteratura e cinema, Letterature comparate e infine Didattica della Letteratura italiana, cattedra da lui istituita presso il corso di Laurea Specialistica / Magistrale in Filologia Moderna.
Ha ricoperto anche incarichi politici e istituzionali, comunali e provinciali, e svolto un’intensa attività di promozione culturale.

## Opere
Dalle pubblicazioni, elencate in ordine cronologico, sono esclusi tutti gli articoli, usciti su quotidiani, le numerose recensioni, presentazioni, introduzioni, postfazioni di libri di poesia, narrativa, saggistica, che, oltre a non essere agevolmente reperibili, sono stati sempre considerati dall’autore interventi occasionali, scritti per amici e colleghi, certamente con il dovuto rigore, ma privi di personali e autonome motivazioni scientifiche.
- La critica antropologica di Giacomo Debenedetti (Dal «cauto omaggio» a Renato Serra al Vittorini a Cracovia), in «Misure Critiche», 3, 1972, pp. 1-42;
- Da Wellek a Hirsch. Metodologie critiche negli Stati Uniti, in «Misure Critiche», 18, 1976, pp. 103-116;
- La maschera e l’uomo. Saggio su Giacomo Debenedetti e la cultura europea del Novecento, Salerno, Palladio, 1976, pp. 390;
- I Quaderni del carcere: dalla “convertibilità” come principio ermeneutico all’ “egemonia” come educazione reciproca all’autogoverno, in Politica e storia in Gramsci, Atti del Convegno Internazionale di Studi Gramsciani, Firenze, 9-11 dicembre cura dell’Istituto Gramsci e di F. Ferri, Roma, Editori Riuniti, 1977, II, pp. 395-418;
- Un lavoro critico ripassato “a contrappelo”, Atti del Seminario di Studi, Per Carlo Salinari, Salerno, 8 maggio cura dell’Istituto di Letteratura italiana, Università di Salerno, in «Misure Critiche», 30, 1979, pp. 133-141;
- Parco Centrale. Critica letteraria e sociologia della produzione culturale, Napoli, Fratelli Conte, 1979, pp. 184;
- Strategia dello scambio. Letteratura linguaggio critica e classi sociali, Salerno, Boccia, 1979, pp. 190;
- La poetica del “cigno” nei cataloghi di Gatto, in Stratigrafia di un poeta: Alfonso Gatto, Atti del Convegno di Studi, Salerno–Maiori–Amalfi, 8-10 aprile cura di P. Borraro e F. D’Episcopo, Galatina, Congedo, 1980, pp. 231-242;
- Segno Simbolo Sogno. Sulla critica letteraria, Napoli, Conte, 1982, pp. 294;
- Struttura e personaggio nella narrativa dell’“ultimo” Palumbo, in Le stagioni di Nino Palumbo, a cura di S. Martelli, Foggia, Bastogi, 1983, pp. 269-287;
- Gli ermetici e Pirandello: “campionario” Anni Trenta di Giacomo Debenedetti, in La cultura italiana negli anni ‘30-‘45 («Omaggio ad Alfonso Gatto»), Atti del Convegno di Studi, Salerno, 21-24 aprile cura dell’Università di Salerno, Napoli, Edizioni Scientifiche Italiane, 1984, I, pp. 431-462;
- La leggenda del Nilo. L’immaginario e il sociale nella narrativa italiana degli Anni Settanta, Napoli, Fratelli Conte, 1984, pp. 295;
- Integrazione e rivolta. Dittico per Debenedetti e Salinari, Salerno, Edisud, 1985, pp. 210;
- Note su Giorgio Caproni, in «Misure Critiche», 55-57, 1985, pp. 125-132;
- Ritorno alla “terra impareggiabile”: teatro, teatralizzazione e colore nell’opera di Quasimodo, in Salvatore Quasimodo. La poesia nel mito e oltre, Atti del Convegno di Studi, Messina, 10-12 aprile cura di G. Finzi, Bari, Laterza, 1986, pp. 295-310;
- La critica di Salinari tra avanguardie storiche e neoavanguardie degli anni Sessanta, in Atti del Simposio di Studi su Carlo Salinari, Matera-Montescaglioso, 6-7 aprile cura dell’Assessorato alla Cultura della Provincia di Matera, Matera, Edad, 1986, pp. 29-97;
- Tracce poetiche degli Acquaviva d’Aragona dal tardo Rinascimento all’Arcadia, in Gli Acquaviva d’Aragona Duchi di Atri e Conti di S. Flaviano, Atti del VI Convegno di Studi, Teramo, Centro Abruzzese Ricerche Storiche, 1986, II, pp. 231-249;
- La terra è di tutti di Mario Puccini tra “Bildungsroman” e romanzo storico, in Mario Puccini, due giornate di studio e di testimonianze, Atti del Convegno di Studi, Senigallia, 28-29 aprile cura di A. Antonietti, Comune di Senigallia, 1987;
- Tracce poetiche degli Acquaviva d’Aragona dal tardo Rinascimento all’Arcadia, in Letteratura fra centro e periferia. Studi in memoria di Pasquale Alberto De Lisio, a cura di G. Paparelli e S. Martelli, Napoli, Edizioni Scientifiche Italiane, 1987, pp. 439-461;
- Le anamorfosi di Rimanelli. Testo, pre-testo e contesto del romanzo Graffiti, in «Misure Critiche» (Su/per Rimanelli), 65-67, 1988, pp. 168-215;
- Melancolia e allegoria nella poesia dialettale di Albino Pierro, in Il transito del vento: il mondo e la poesia di Albino Pierro, Atti del Convegno di Studi, Salerno, 1-4 ottobre cura di R. Meccia, Napoli, Edizioni Scientifiche Italiane, 1989, pp. 141-200;
- L’invisibilità dell’evidenza nelle inchieste del commissario Sciascia, in Humanitas e Poesia. Studi in onore di Gioacchino Paparelli, a cura di L. Reina, Salerno, Laveglia, 1990, II, pp. 1099-1118;
- Sociologia della letteratura. La produzione culturale nella società di massa, Salerno, Edisud, 1990, pp. 304;
- La critica come dramma, mito personale di un ingegnoso nemico di se stesso, in Il Novecento di Debenedetti, Atti del Convegno di Studi, Roma, 1-3 dicembre cura di R. Tordi, Milano, Mondadori, 1991, pp. 207-215;
- Il labirinto delle analisi infinite. L’interpretazione delle strutture profonde nel testo letterario, Salerno, Edisud, 1991, pp. 350;
- L’aquila e il poeta. Ricerche e studi di letteratura italiana, Salerno, Edisud, 1991, pp. 380;
- Introduzione e Conclusioni, in I Gaurico e il Rinascimento meridionale, Atti del Convegno di Studi, Montecorvino Rovella, 10-12 aprile cura di A. Granese, S. Martelli, E. Spinelli, Salerno, Centro Studi sull’Umanesimo Meridionale, 1992, pp. 581: vii-viii, 547-549;
- L’universo scheggiato di Albino Pierro, in «Filologia antica e moderna» (Per Pierro), 3, 1992, pp. 69-90;
- La cultura italiana del Settecento, Salerno, Gentile, 1993, pp. 340;
- La “cornice” nel sistema tragico di Vittorio Alfieri, Salerno, Edisud, 1993, pp. 280;
- Il talismano dell’esule e la poesia di Alien Cantica, introduzione a G. Rimanelli, Alien Cantica. An American Journey (1964-1993), con Postfazione di A. Burgess, edizione bilingue a cura di L. Bonaffini, New York, Peter Lang, 1995, pp. xvi-xxxvii;
- Il potere e la violenza nell’immaginario di Pasolini, in Il primato della cultura, a cura di G. Scarsi, Salerno, Sottotraccia, 1996, pp. 215-227;
- L’attività letteraria di Carmine Manzi negli anni di fine millennio, in «Misure Critiche», 97-99, 1996, pp. 103-112;
- Die Sprachen der Gewalt als Formen des Lebens oder Leben der Formen. Pasolini und die italienische Erzählung der 70er Jahre, in Gewalt der Geschichte - Geschichten der Gewalt. Zur Kultur und Literatur italiens von 1945 bis heute, Atti del Convegno Internazionale di Studi, Berlin, Humboldt-Universität, vom 25 bis 27 September cura di P. Brockmeier e C. Fischer, Stuttgart, M. & P., 1998, pp. 127-147 (la traduzione italiana è in Lettere dal deserto. Sulla letteratura del secondo Novecento, cfr. oltre, pp. 189-214);
- Divina Libertà. La rivoluzione della Tragedia, la tragedia della Rivoluzione: Pagano Galdi Salfi, Salerno, Edisud, 1999, pp. 240;
- Teatrali contese (con scritti di F. M. Pagano, M. A. Galdi, F. S. Salfi), Salerno, Edisud, 1999, pp. 230;
- Lettere dal deserto. Sulla letteratura del secondo Novecento, Salerno, Edisud, 2000, pp. 380;
- La cultura letteraria a Salerno in età moderna (XVI-XVII-XVIII secolo), in Storia di Salerno, a cura di G. Cacciatore, I. Gallo e A. Placanica, II, Salerno in età moderna, a cura di A. Placanica, Pratola Serra, Elio Sellino Editore, 2001, pp. 201-212;
- Il mio Hamlet, in Le letture che abbiamo attraversato, a cura di G. Cavallini, T. Tornitore e S. Verdino, Roma, Bulzoni, 2001, pp. 107-110;
- Il Pausania di Francesco Saverio Salfi, in La civile letteratura. Studi sull’Ottocento e il Novecento offerti ad Antonio Palermo, a cura di P. Sabbatino, I, L’Ottocento, Napoli, Liguori, 2002, pp. 13-25;
- «Visse come Aristide e morì come Socrate»: Francesco Mario Pagano e la prefigurazione mitopoetica del Novantanove, in Novantanove in idea. Linguaggi miti memorie, Napoli, Edizioni Scientifiche Italiane, 2002, pp. 405-426;
- La rivoluzione culturale di Matteo Angelo Galdi, in «Critica letteraria», 115-116, 2002, Miscellanea di studi critici in memoria di Pompeo Giannantonio, I, pp. 507-526;
- Primo Levi: l’eroe e i mostri dell’immaginario tecnologico, in Letteratura e critica. Studi in onore di Michele Cataudella, a cura di M. Montanile, Salerno, Poligraph Arti Grafiche, 2002, pp. 355-374;
- La catastrofe napoletana del ’99 e il 18 brumaio tra affabulazione mitopoietica e riflessione storico-politica negli esuli meridionali (Salfi, Lomonaco, Cuoco), in «La Nuova Ricerca», 11, 2002, Studi in onore di Michele Dell’Aquila, I, pp. 341-356;
- Sterminate eredità. La letteratura del Mezzogiorno d’Italia dal Cinquecento al Settecento, Salerno, Edisud, 2002, pp. 310;
- Il misticismo della Serao: uno sport per l’aldilà? in Letteratura e cultura a Napoli tra Otto e Novecento, Atti del Convegno di studi, Napoli, 28 novembre-1 dicembre cura di E. Candela, Napoli, Liguori, 2003, pp. 333-346;
- L’onomastica mistica di Matilde Serao, in Atti dell’VIII Convegno Internazionale di Onomastica & Letteratura, Pisa, 21-22 febbraio cura di M. G. Arcamone, D. De Camilli, B. Porcelli, in «il Nome nel testo», V, 2003, pp. 133-146;
- L’inferno della violenza nelle dissonanze di Quasimodo, in Nell’antico linguaggio altri segni. Salvatore Quasimodo poeta e critico, Atti del Convegno di Studi, Milano, 18-19 febbraio cura di G. Baroni, in «Rivista di letteratura italiana», 1-2, 2003, pp. 85-95;
- Il riformismo politico-religioso di Pietro Giannone e Alberto Radicati, in «Esperienze letterarie», 4, 2003, pp. 3-27;
- Le occasioni del Sud. Civiltà letteraria dall’Ottocento al Novecento, Salerno, Edisud, 2003, pp. 230;
- Ugo Foscolo. “Modulo-Icon” (Italian Culture on the Net), pp. 70 (ca., in mat. cart.), settembre-ottobre 2003;
- L’edizione delle commedie, in L’edizione nazionale del teatro e l’opera di G.B. Della Porta, Atti del Convegno di Studi, Salerno, 23 maggio cura di M. Montanile, Pisa-Roma, Istituti Editoriali e Poligrafici Internazionali, 2004, pp. 97-102;
- Antroponimi e toponimi nella narrativa di Matilde Serao, Atti del IX Convegno Internazionale di Onomastica & Letteratura, Napoli, 25-28 febbraio cura di M. G. Arcamone, D. De Camilli, B. Porcelli, in «il Nome nel testo», VI, 2004, pp. 125-140;
- Le Profane istorie di Ugo Fleres, in Narrativa minore del secondo Ottocento in Sicilia, Atti del Convegno di Studi, Messina, 11-13 dicembre cura di G. Rando, Messina, Sfameni, 2004, pp. 151-158;
- Il poeta “integrale” in Oscar Mondadori, in «Oggi e Domani», 7 / 8, 2004, pp. 29-30;
- Il “Monti di Muscetta, in «Sinestesie», fascicolo monografico: Carlo Muscetta. Studi, testimonianze, note, II, 2004, pp. 83-95;
- Ugo Foscolo. Tra le folgori e la notte, Salerno, Edisud, 2004, pp. 360;
- Sulla bibliografia manzoniana in Cd-Rom, in «Sinestesie», III, 2005, pp. 91-92;
- Idolatria e violenza: i “cartoni” napoletani del Trionfo della Morte, in d’Annunzio a Napoli. Napoli e d’Annunzio, a cura di A. R. Pupino, Napoli, Liguori, 2005, pp. 155-165;
- Le «stelle erranti». Manieristi e moderni nella letteratura italiana, Salerno, Edisud, 2005, pp. 240;
- Trasmutazioni della scrittura “selvaggia” negli anni Settanta, in «E’n guisa d’eco i detti e le parole». Studi in onore di Giorgio Bàrberi Squarotti, a cura di M. Guglielminetti, Alessandria, Edizioni dell’Orso, 2006, II, pp. 913-928;
- Alfonso Gatto: tensione libertaria e sperimentalismo ardito, Studi di letteratura italiana. Per Vitilio Masiello, a cura di P. Guaragnella e M. Santagata, Roma-Bari, Laterza, 2006, III, pp. 573-591;
- Gobetti e gli intellettuali meridionali (Fortunato, Salvemini, Dorso, Fiore), in Piero e Ada Gobetti: due protagonisti della storia e della cultura del Novecento, Atti del Convegno di Studi, Cassino, 21-23 novembre cura di A. Fabrizi, Roma, Domograph, 2006, pp. 183-200;
- «Tenebrosi orrori»: da Tasso a Marino le rime per il duplice delitto di Gesualdo, in Carlo Gesualdo nella storia d’Irpinia, della musica e delle arti, Atti del Convegno di Studi, Taurasi–Gesualdo, 6-7 dicembre cura di P. Mioli. Lucca, Libreria Musicale Italiana, 2006, pp. 3-14;
- Pro Patria, romanzo storico di Carlo Del Balzo (con testo), Salerno, Edisud, 2006, pp. 250;
- Terrore e tremore nel “diluvio” alvariano, in Corrado Alvaro e la letteratura tra le due guerre, Atti del Convegno di Studi, Cosenza–Reggio Calabria–San Luca, 27-29 settembre cura di A. Giannanti e A. M. Morace, Cosenza, Pellegrini, 2006, pp. 313-328;
- Storia di due anime (quasi una sceneggiatura), in Matilde Serao. Le opere e i giorni, Atti del Convegno di Studi, Napoli, 1-4 dicembre cura di A. R. Pupino, Napoli, Liguori, 2006, pp.175-190;
- L’altra scrittura: da Kawagi a Breton. Gli interventi giornalistici di Paparelli, in «Misure Critiche», 1-2, 2006, pp. 170-185;
- Il “Foscolo” di Muscetta: una palinodia vent’anni dopo, in Ritratto di Carlo Muscetta, Atti del Convegno di Studi, Avellino, 6-8 aprile 2005, Avellino, Edizioni del Centro Dorso, 2007, pp. 241-260;
- Toponimi nella narrativa di Matilde Serao, in Toponimi e antroponimi: Beni-documento e Spie d’identità per la Lettura, la Didattica e il Governo del territorio, Atti del Convegno Internazionale di Studi, Università di Salerno – Vietri sul Mare, 14-16 novembre cura di V. Aversano, Soveria Mannelli, Rubbettino, 2007, II, pp. 543-552;
- Poetica e poesia di Alfonso Gatto tra le due guerre, in È morto il Novecento? Rileggiamo un secolo, Atti del Convegno di Studi, Firenze, 23-24 marzo cura di D. Maffia e C. Mezzasalma, Quaderno della Fondazione il Fiore, Firenze, Passigli, 2007, pp. 33-52;
- I campanili di Martinville. Debenedetti tra progetto e destino, Salerno, Edisud, 2007, pp. 160;
- Omero, Odissea, Salerno, Edisud, 2007;
- Vico: luci e ombre, in Tra res e imago. In memoria di Augusto Placanica, Soveria Mannelli, Rubbettino, 2007, I, pp. 477-497;
- Gli Indici di «Silarus», in «Silarus», I, 2008, pp. 7-8;
- L’aureo sole di Napoli: dal guappo di Marotta al camorrista di Saviano, in Napoli nell’immaginario letterario dell’Italia unita, Atti del Convegno di Studi, Napoli, 6-9 novembre cura di E. Candela e A. R. Pupino, Napoli, Liguori, 2008, pp. 141-151;
- Prima della Pescara: novelle di “violence” e“sacré” per i lettori francesi, in «Sinestesie», fascicolo monografico: Gabriele d’Annunzio. Letteratura e modernità, a cura di C. Santoli, VI-VII, 2008-2009, pp. 316-327;
- Antonio Palermo e gli ultimi convegni napoletani, in Il critico e l’avventura, a cura di P. Sabbatino, Napoli, Edizioni Scientifiche Italiane, 2009, I, pp. 135-143;
- «Non insegno, io racconto». Viaggio di Debenedetti verso il “mondo della vita”, in Studi sulla letteratura italiana della Modernità. Per Angelo R. Pupino. 2. Dal secondo Novecento ai giorni nostri, a cura di E. Candela, Napoli, Liguori, 2009, I, pp. 223-236;
- Le tracce nel testo. Esperienze letterarie tra due millenni, Salerno, Edisud, 2009, pp. 230;
- I volti di Medea da Euripide a Lars von Trier: mito letteratura cinema, in Macramè. Studi sulla letteratura e le arti, a cura di R. Giulio, D. Salvatore, A. Sapienza, Napoli, Liguori, 2010, I, pp. 1-38;
- I Sogni e l’esordio teatrale a Parigi, in Gabriele d’Annunzio, Léon Bakst e i Balletti russi di Sergej Djagilev, Atti del Convegno di Studi, Roma, 4-5 marzo cura di C. Santoli e S. da Capua, Roma, Quaderni della Biblioteca Nazionale Centrale, 15, 2010, pp. 147-159;
- Menzogne simili al vero. Epifanie del Moderno: il mito, il sacro, il tragico, Salerno, Edisud, 2010, pp. 400;
- “Corpus gloriosum”: Dante, Paradiso XIV, in «Del nomar parean tutti contenti». Studi offerti a Ruggero Stefanelli, a cura di P. Guaragnella, M. B. Pagliara, P. Sabbatino, L. Sebastio, Bari, Progedit, 2011, pp. 35-59;
- Miti e archetipi dei classici greci e latini nella modernità letteraria, in Come parlano i classici. Presenza e influenza dei classici nella modernità, Atti del Convegno Internazionale di Studi, Napoli, 26-29 ottobre cura di E. Malato, Roma, Salerno Editrice, 2011, pp. 395-427;
- Il «Potere senza volto»: Pasolini tra storie di violenza e violenze della storia, in Pasolini dopo Pasolini, Atti del Convegno di Studi, Salerno, 8-10 novembre cira di A. Pietropaoli e G. Patrizi, Soveria Mannelli, Rubbettino, 2011, pp. 303-315;
- Agli albori del Risorgimento: Foscolo, il poeta “civile” dell’Unità d’Italia, in «Sinestesie», fascicolo monografico: La letteratura e le arti dell’Italia unita, a cura di C. Santoli, IX, 2011, pp. 339-364;
- Letteratura e cinema. Il disprezzo di Moravia dal romanzo al film, in Letteratura e oltre. Studi in onore di Giorgio Baroni, a cura di P. Ponti, Pisa-Roma, Fabrizio Serra, 2012, pp. 553-557;
- Sinisgalli e «Il Mattino» di Napoli, in Il guscio della chiocciola. Studi su Leonardo Sinisgalli, a cura di S. Martelli e F. Vitelli, Salerno-New York, Edisud-«Forum Italicum», Stony Brook, 2012, pp. 287-300;
- Foscolo, l’Europa e l’Unità d’Italia, in La funzione civile della letteratura, a cura di G. Scarsi, Roma, Studium, 2012, pp. 259-282;
- Alberto Moravia e Pier Paolo Pasolini. Intellettuali, scrittori, amici, in «Sinestesie», XI, 2013, pp. 11-20;
- Gatto o del “trobar clus” (poetica e poesia), in Alfonso Gatto. L’uomo, il poeta, Atti del Convegno di Studi, Fisciano – Salerno, 30-31 maggio cura di L. Reina e N. Acanfora, Napoli, Liguori, 2014, pp. 43-58;
- Guerra vs Cultura – Guerra vs Natura in La ciociara di Moravia, in Alberto Moravia e La ciociara. Letteratura. Storia. Cinema, Atti del Convegno Internazionale di Studi, Fondi, 13 aprile cura di A. Fàvaro, Avellino, Edizioni Sinestesie, 2014, pp. 125-147;
- Napoleone a teatro: dall’illusione al disinganno. Il Pausania di Salfi e l’Ajace di Foscolo, in Culture del Teatro moderno e contemporaneo. “Per Angela Paladini Volterra”, Atti delle Giornate di Studi, Roma, 3-4 ottobre cura di R. Caputo e L. Mariti, Roma, Edicampus, 2014, pp. 79-91;
- Preludi del linguaggio scenico moderno nei ‘Sogni’ dannunziani, in d’Annunzio drammaturgo d’avanguardia. Le martyre de Saint Sébastien e La Pisanelle, a cura di C. Santoli, Alessandria, Edizioni dell’Orso, 2015, pp. 79-93;
- Moravia-Godard: duplice lettura di un dramma coniugale, in Occasioni e percorsi di letture. Studi offerti a Luigi Reina, a cura di R. Giglio e I. Chirico, Napoli, Guida, 2015, pp. 417-438;
- Il Genio della Libertà: spettacolo della politica e politica dello spettacolo come istruzione pubblica rivoluzionaria, in Dalla Sicilia a Mompracem e altro. Studi per Mario Tropea in occasione dei suoi settant’anni, a cura di G. Sorbello e G. Traina, Caltanissetta, Edizioni Lussografica, 2015, pp. 241-251;
- “Sinestesie” poetico-pittoriche in Gatto e in Sinisgalli, in Sentieri della modernità. Da Leopardi a Pasolini, «Sinestesie», XIII, 2015, pp. 259-278;
- Costruzione del personaggio tragico antico nelle riscritture teatrali moderne, in Culture del Teatro moderno e contemporaneo. “Per Angela Paladini Volterra”, Atti delle Giornate di Studi, Roma, 2-3 ottobre cura di R. Caputo e L. Mariti, Roma, Edicampus, 2015, pp. 127-137;
- Sulle tenebre della notte foscoliana lo stellato etere tra silenzio e pietà, in «Romanticismi» - Rivista del c.r.i.e.r. (Università di Verona), numero monografico: La notte romantica, a cura di S. Aloe, 1, 2015, pp. 85-108;
- Leonardo Sinisgalli al «Mattino», in C’era una volta la terza pagina, Atti del Convegno del C.i.r.l.e.g., Napoli, 13-15 maggio cura di D. De Liso e R. Giglio, Firenze, Cesati, 2015, pp. 281-302;
- Pasolini “interprete” di Dante, in Noi e Dante. Per una conoscenza della Commedia nella modernità, a cura di C. Santoli, Alessandria, Edizioni dell’Orso, 2015, pp. 135-155;
- Con pura passione. Dall’«itale glorie» di Foscolo all’«umile Italia» di Pasolini, Salerno, Edisud, 2015, pp. 370;
- «Per guisa d’orizzonte che rischiari». Florilegio degli scritti, Introduzione: Un percorso intellettuale di R. Giulio, a cura di A. Fàvaro e C. Santoli, Avellino, Edizioni Sinestesie, 2015, pp. 380;
- I «fotogrammi sublimi» del “Discorso della Montagna”, in «Non sono venuto a portare la pace ma la spada». Il Vangelo secondo Matteo di Pier Paolo Pasolini, cinquant’anni dopo in Basilicata, a cura di Maura Locantore, Avellino, Edizioni Sinestesie, 2015, pp. 111-122;
- Le radici del male: il messaggio etico di Cesira e la dimensione educativa del romanzo moraviano (per una fruizione scolastica di La ciociara), Prefazione ad Alberto Moravia e La ciociara. Letteratura. Storia. Cinema. IV, Atti del Convegno Internazionale di Studi, Fondi, 9 maggio 2014, Introduzione e cura di A. Fàvaro, Avellino, Edizioni Sinestesie, 2016, pp. 7-11;
- Il metodo umano. Gramsci e Debenedetti: politica nazionale e cultura europea, Salerno, Edisud, 2016, pp. 230;
- Gatto e Sinisgalli. Poesia, pittura e discorso sulle arti, in Legami e Corrispondenze fra la Letteratura e le Arti, Atti del Convegno Internazionale, Roma, 27-28 febbraio cura di A. Fàvaro, C. Gurreri, C. Ubaldini, Avellino, Edizioni Sinestesie, 2016, pp. 197-221;
- Arte come esemplarità naturale: nei cataloghi la poetica di Gatto, in Un poeta in prosa. Alfonso Gatto. «Cronache del piacere (1957-1958)», a cura di E. Ajello, «Sinestesie», XIV, 2016, pp. 345-348;
- La dimensione religiosa nell’opera di Matilde Serao, in La letteratura e il sacro. IV. Narrativa e Teatro (Ottocento e Novecento fino agli anni Settanta), a cura di F. D. Tosto, Prefazione di A. Di Grado, Roma, BastogiLibri, 2016, pp. 263-279;
- Dante, Paradiso: poesia e musica nei canti dell’Empireo, in Nel 750º anniversario della nascita di Dante Alighieri. Letteratura e musica del Duecento e del Trecento, Atti del Convegno Internazionale, Certaldo Alto, 17-18-19 dicembre cura di P. Benigni, S. Campagnolo, L. R. Caputo, S. Cori, A. Ziino, Gesualdo (AV), Fondazione Carlo Gesualdo. Centro Internazionale di Studi, Ricerche e Documentazione, Studi e Testi 1, 2017, pp. 71-85;
- Pasolini nel sud d’Italia: La lunga strada di sabbia, in Nei cieli di carta. Studi per Ettore Catalano, a cura di C. A. Augieri, L. Facecchia, A. Miglietta, Bari, Progedit, 2017, pp. 300-308;
- La Storia del romanzo italiano di Gino Tellini, in «Misure Critiche», Nuova Serie XVI, 1-2, 2017, pp. 258-265;
- Una trilogia di Vicente Barra, in «Misure Critiche», Nuova Serie XVI, 1-2, 2017, pp. 273-284;
- Dante e dantismi in Pasolini e Moravia, in Moravia, Pasolini e il conformismo, a cura di A. Fàvaro, Avellino, Edizioni Sinestesie, 2018, pp. 163- 181;
- «La stupefazione immota di tutte le cose»: epifanie dell’«oltre» pirandelliano, in C’è un oltre in tutto. Voi non volete o non sapete vederlo. Dialogo tra i saperi intorno all’opera di Pirandello, Atti del Seminario Interdipartimentale, Campus di Fisciano, 29-30 marzo 2017, Introduzione e cura di M. Montanile, Avellino, Edizioni Sinestesie, 2018, pp. 119-132;
- La Storia del romanzo italiano di Gino Tellini, in «Sinestesieonline», VII, 22, 30 gennaio 2018, pp. 1-5;
- Una trilogia di Vicente Barra, in «Sinestesieonline», VII, 22, 30 gennaio 2018, pp. 1-7;
- «Orizzonti di lontani destini». Dai canti dell’Empireo di Dante alle inchieste civili di Sciascia, Edizioni Sinestesie, Avellino 2020.
- La coscienza metaletteraria di Dante: le rifrazioni strutturali della «Comedìa», EdiSud Salerno, 2021, ISBN 978-88-98257-88-1.
- Il Dante di Pasolini, in Rivista di letteratura italiana", XL, 1, 2022, pp. 31-44.
- Pasolini. L'esercizio della ragione e del dovere, EdiSud Salerno, 2022, ISBN 979-12-80697-05-9.
- La casta degli intellettuali e il popolo-nazione. Il contraddittorio incontro con Gramsci, in Una disperata vitalità. Pier Paolo Pasolini a cent'anni dalla nascita 1922-2022, Sinestesie, XXV, 2023, pp. 155-167.
- Cominciare e finire. Calvino fra Benjamin, Auerbach e ... Bachtin, in E. Ajello - L. Montella (a cura di), Italo Calvino e… Giornate di studio a cento anni dalla nascita di Italo Calvino (1923-2023), Sinestesie, XXVII-2023, 2024, pp. 147-159.
- Il poeta “contadino” e le Lucanie del mondo, in F. Vitelli - G. Dell’Aquila (a cura di), Rocco Scotellaro. Un intellettuale contadino scrittore oltre la modernità. Atti del Convegno internazionale di Studi Tricarico-Matera, 26-27-28 giugno 2023, Quodlibet Studio, Macerata 2024
- (con R. Giulio) Render Dante "voce a voce". Studi sulla Commedia a confronto, EdiSud Salerno 2024, ISBN 979-12-80697-22-6.
- Consistency. L'universo cristallizzato in forma poetica, EdiSud Salerno, 2025.

| Controllo di autorità | VIAF (EN) 197435235 · SBN CFIV000063 · BAV 495/348147 · LCCN (EN) n00042198 · GND (DE) 1055763538 · BNF (FR) cb13739090c (data) · J9U (EN, HE) 987007280535105171 · NSK (HR) 000054038 |